# Björntjärnen (Vänjans socken, Dalarna, 675761-138440)
Björntjärnen är en sjö i Mora kommun i Dalarna och ingår i Dalälvens huvudavrinningsområde.